# Pisa79

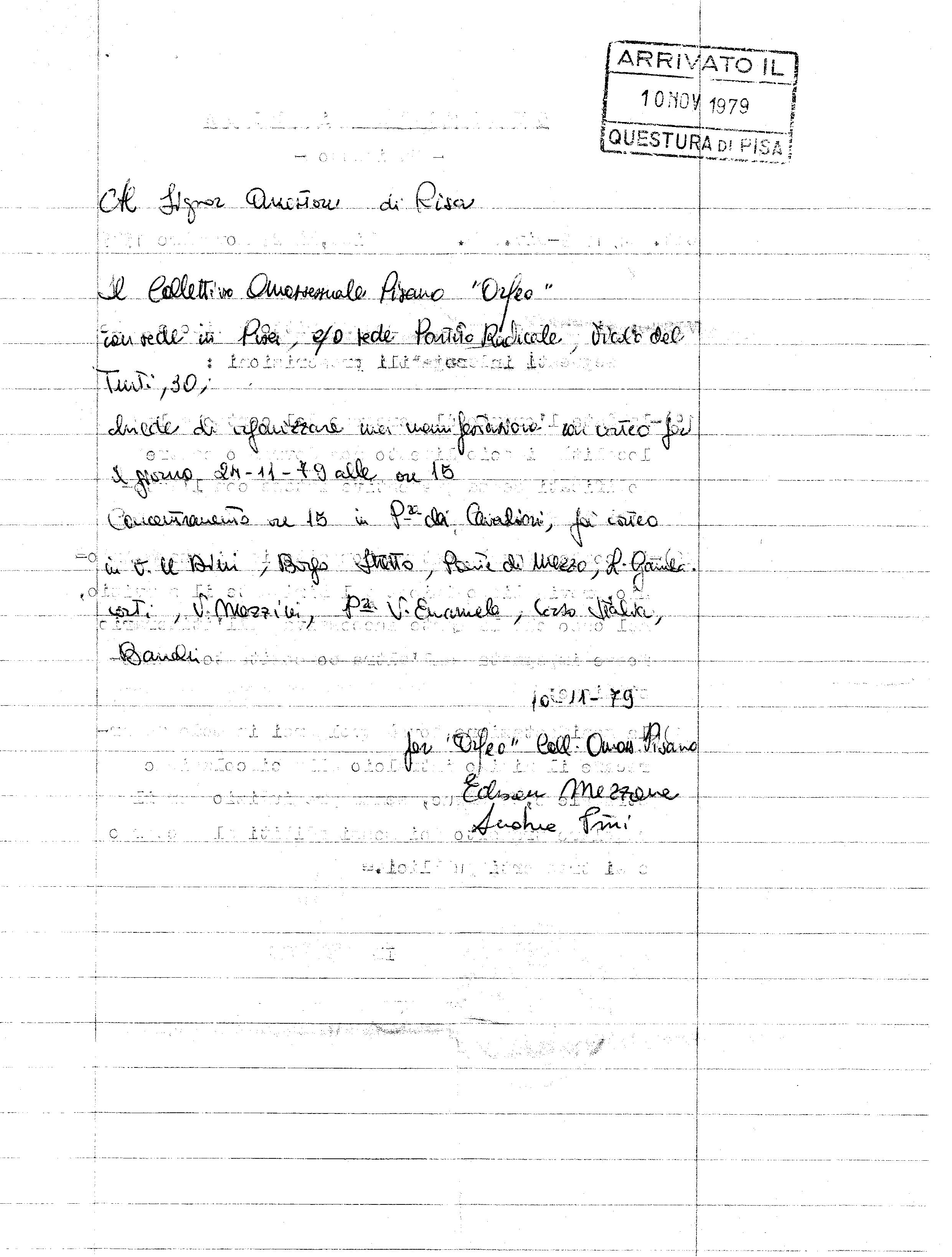
Solicitud a la policía para la realización de Pisa79.

La Marcha contra la violencia sobre los/las homosexuales (en el original italiano, Marcia contro la violenza sugli/sulle omosessuali), también conocida como Pisa79, fue una manifestación de protesta en contra de la violencia realizada a las personas LGBT y la promoción de sus derechos. Fue organizada el 24 de noviembre de 1979 por el Colectivo Homosexual Orfeo, como reacción al homicidio de un homosexual en Livorno y al clima general de violencia contra la comunidad LGBT. Fue la primera manifestación italiana del orgullo homosexual autorizada por la policía y patrocinada por un municipio, siendo considerada el primer Gay Pride italiano.

## Contexto
En la noche del domingo 20 al lunes 21 de mayo de 1979, Dario Taddei hombre de 48 años de Santa Croce sull'Arno, fue asesinado a golpes de pistola. El cuerpo, encontrado en una pinada cerca de Livorno por un grupo de niños, fue identificado por la madre y el hermano de la víctima. Los investigadores, también basándose en declaraciones de testigos, conectaron el homicidio con un delito basado sobre en orientación sexual del hombre.
El jueves, 26 de julio, en el periódico l'Unità, se publicó un comunicado conjunto del Colectivo gay de Pisa y de la Asociación Radical Pisana en el que se denunciaba el continuado y fuerte clima de discriminación, exclusión y violencia a los que se enfrentaba la comunidad homosexual de Pisa. En el mismo también se reivindicaba el derecho a la libre expresión de género y orientación sexual y se pedía a las instituciones de tomar una posición clara y concreta frente a «la cuestión Gay».
A las 11:00 horas del jueves, 1 de noviembre de 1979, en los locales del ex-convento ocupado en la vía del Colosseo 61, en Roma, se inició una rueda de prensa que inauguraba la 2º Convegno Nazionale degli/delle Omosessuali («2ª Conferencia Nacional de los/de las Homosexuales»). Su primer orador fue Felix, obrero de Fiat y periodista del periódico gay Lambda, ilustrando los objetivos y el calendario de la conferencia. Estaban previstos debates, proyecciones cinematográficas, espectáculos teatrales, muestras fotográficas, audiovisuales, lectura de poesías, una jornada en homenaje a Pasolini y una marcha gay, sin la participación de organizaciones y partidos políticos. En la misma jornada del 1 de noviembre, después de la presentación de la conferencia, se realizó un debate abierto sobre el documento presentado en la revista Lambda, que hablaba de la constitución de un órgano de prensa representativo del movimiento homosexual. La discusión continuó en los días siguientes en las comisiones y aprobó una moción final discutida en la asamblea del domingo 4 de noviembre, en la que se presentó la propuesta de la creación de una extensa estructura de colectivos y la gestión de una página titulada «frocia» («maricón») en el diario Lotta Continua.
La marcha prevista para el domingo no fue autorizada por la policía, así que la movilización fue replanteada para la prevista manifestación del 24 noviembre en Pisa.

## Marcha del 24 de noviembre

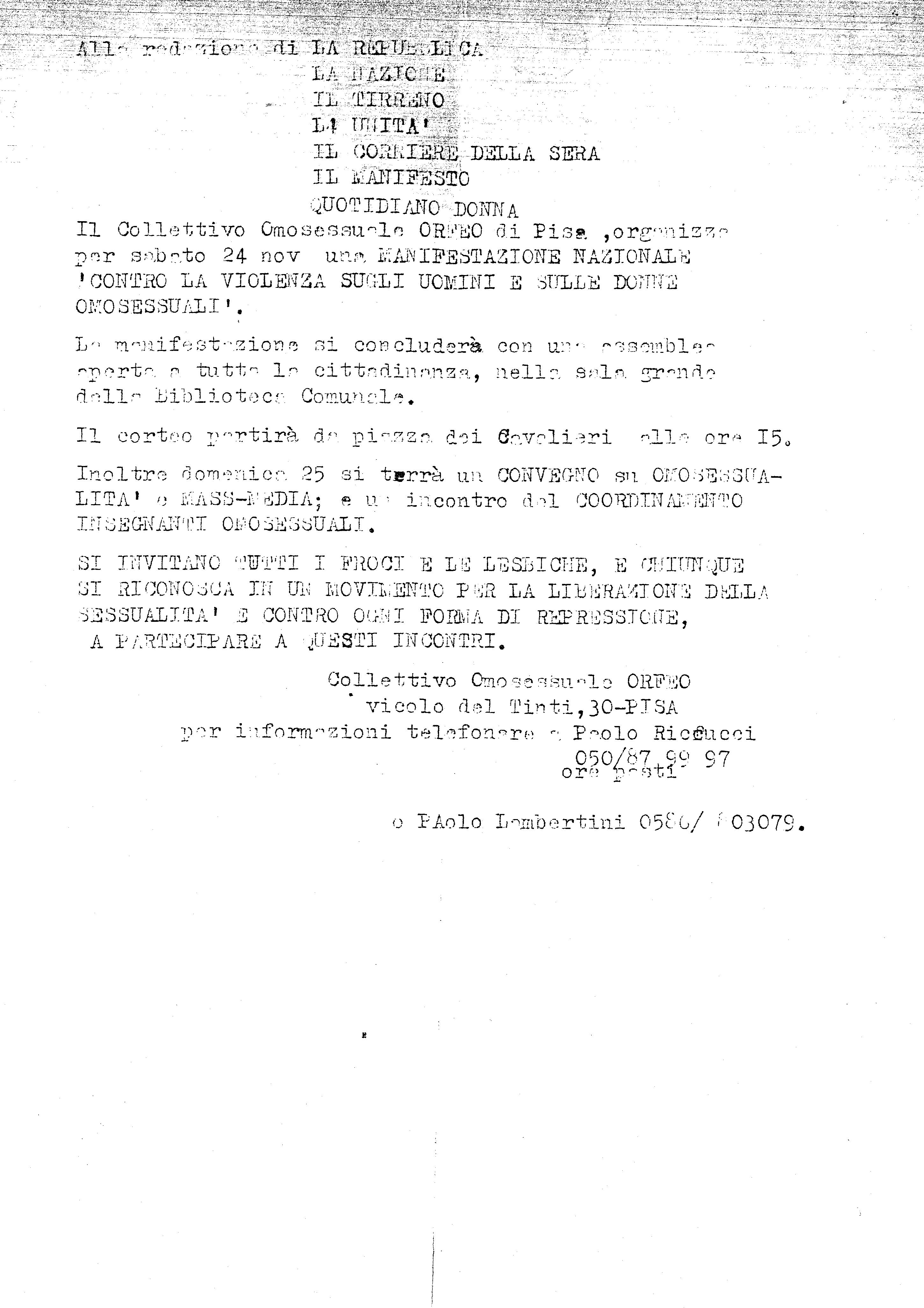
Comunicado de prensa sobre la manifestación Pisa79

Después de la enésima ola de violencia contra las personas homosexuales que estaban ocurriendo Italia, y en particular en consecuencia al homicidio de Dario Taddei, ocurrido en verano de 1979, el movimiento en favor de los derechos de los y las homosexuales había planeado organizar en Pisa una manifestación nacional contra la violencia homófoba. Era la primera manifestación LGBT italiana en ser autorizada por las autoridades municipales y policiales.
La concentración se realizó el sábado 24 de noviembre a las 15:00, en la plaza de los Caballeros y a las 16:00 comenzó el cortejo de unas 500 personas que recorrió la ciudad siguiendo la Via Ulisse Dini, el Borgo Stretto, el Ponte di Mezzo, el Lungarno Gambacorti, la Via Mazzini, la Piazza Vittorio Emanuele, el Corso Italia y acabando en la Via di Banchi.
La manifestación fue bien acogida por la ciudadanía, aunque no faltaron episodios aislados de protesta, incluyendo el lanzamiento de comida y agua contra la manifestación. Al término de la movilización, a las 18:00. se convocó una reunión final en la biblioteca municipal, donde se discutió sobre el futuro y hubo una representación teatral improvisada de Ciro Cascina.
A las 21:30 se realizó una fiesta gay en la iglesia desconsagrada de San Bernardino en la Vía Pietro Gori.

## Congresos del 25 de noviembre
A las 9:00 del día siguiente, cerca de la sede de Democracia Proletaria en la via San Frediano 12, se realizó una congreso nacional sobre el «El Movimiento homosexual y los medios de comunicación de masas». El congreso continuaba uno de los puntos del II Congreso Nacional de Roma, que indicaba la necesidad de encontrar un punto de encuentro interno en cuanto a la gestión de las relaciones con los medios de comunicación de masas. Sin embargo, los resultados de la tabla redonda no fueron satisfactorios, no surgió un punto de vista común, y el tema fue delegado a los colectivos individuales.
A la vez se desarrolló el primer encuentro de la coordinadora de los/las enseñantes homosexuales, en la que se colocaron las bases para organizar un congreso nacional en el que recoger propuestas de normativas sobre la información sexual y la lucha contra la discriminación por orientación sexual en el interior de los colegios.

## Pisa, 30 años después
Con ocasión del trigésimo aniversario de la manifestación de 1979, el 10 de noviembre de 2009, se creó el Comité Pisa '79, compuesto por Alessandro Chiti, Stefano Faralli de Arcigay Pisa, Enrico Giordani, Francesco Gnerre, Andrea Pinos, Dario Ruisi de Arcigay Pisa, Valérie Taccarelli del Movimento Identità Transessuale Bologna y Daniele Zaino del Círculo «Mario Mieli» de Roma. El comité se erigió en promotor de cuatro jornadas dedicadas a la reconstrucción, el fomento y la divulgación de los acontecimientos del 24 y 25 de noviembre de 1979.
Las iniciativas previstas fueron una conferencia, una muestra, la publicación de materiales en Internet y la producción de un documental.
La conferencia, realizada en la Biblioteca Municipal de Pisa en sábado 28 de noviembre de 2009, profundizó en el contexto histórico de la manifestación de Pisa de 1979 y el camino recorrido por la comunidad LGBT italiana en los 30 años desde aquella primera «salida a la calle». Presente entre los oradores estuvo Gianni Rossi Barilli, periodista, historiador y director la revista PRIDE; Enrico Salvatori; Teche Rai, en una proyección de vídeo; Nerina Milletti, periodista y estudiosa del movimiento lésbico italiano; Francesco Gnerre, estudioso de la literatura italiana, docente de los estudios de género en la Universidad de Roma «Tor Vergata»; y Andrea Pini, periodista y colaborador de la revista PRIDE. Además también estaban previstas las intervenciones de Vittorio Lingiardi, docente de psicología de la Universidad de Roma «La Sapienza», y Stefano Rodotà, jurista y docente universitario, que fueron canceladas por imprevistos personales. Durante el cierre además hubo una representación teatral de Ciro Cascina.
La muestra, instalada en la Biblioteca Municipal de Pisa del 25 al 28 de noviembre de 2009, ilustraba la cronología de los acontecimientos relativos a los derechos homosexuales a partir de la década de 1960 hasta a 1982, año de la «ocupación del Cassero», la sede LGBT de Pisa, con particular atención a imágenes fotográficas, documentos y artículos periodísticos relativos a las jornadas del 24 y 25 de noviembre de 1979. Además se creó una página web en la cual se publicaron el programa de las jornadas y una galería fotográfica relativa a la marcha del 1979.
También con ocasión del trigésimo aniversario, el Comité Pisa 79 produjo el documental Pisa 1979-2009. La prima marcia gay 30 anni dopo, dristribuido el 19 de abril de 2010 y presentado en el Torino GLBT Film Festival - Da Sodoma a Hollywood. El documental recoge el testimonio de algunos de los participantes en la manifestación: Marilina Aschi, Ciro Cascina, Alessandro Chiti, Stefano D’Agnese, Giuseppe Fadda, Paolo Lambertini, Gigi Malaroda, Porpora Marcasciano, Sergio Pellegrini, Andrea Pini, Massimo Russo, Valerie Taccarelli.